# المؤسسة العامة للتدريب التقني والمهني
المؤسسة العامة للتدريب التقني والمهني هي مؤسسة سعودية تقدم برامج التدريب التقني والمهني للذكور والإناث وفقًا لطلب سوق العمل الكمي والنوعي. وهي الجهة الحكومية المعنية بالتدريب التقني والمهني في المملكة العربية السعودية منذ عام 1400هـ/1980م، وقد صدر قرار مجلس الوزراء رقم (268) وتاريخ 14 شعبان 1428هـ بإعادة تنظيمها وتحديد مهامها وأهدافها.
وتقدم المؤسسة العامة للتدريب التقني والمهني العديد من البرامج التدريبية في منشآتها التدريبية من كليات تقنية ومعاهد، وكذلك في معاهد الشركات الاستراتيجية، والكليات التقنية العالمية، بالإضافة إلى برامج تدريبية في منشآت التدريب الأهلي، وبرامج مساندة مجتمعية مرنة. ويصل العدد الإجمالي لمنشآت المؤسسة العامة للتدريب التقني والمهني 260 منشأة تغطي كافة أرجاء المملكة العربية السعودية، ويمكن التقديم للتسجيل فيها من خلال المنصة الوطنية للقبول الموحد (قبول).

## البدايات
يرى بعض الباحثين أن بداية التعليم الفني والمهني كانت في الحجاز، حيث أدت عوامل متعددة في التأثير على مجريات الحركة التعليمية بشكل عام، والتعليم الفني والمهني بشكل خاص؛ ففي عام 1328هـ/1908م اُفتتحت مدرسة صناعية في مكة المكرمة وأُوفد لها معلمون من استانبول، ومن أهم المدارس الرسمية التي جمعت بين التعليم العام والتعليم الفني خلال فترة توحيد المملكة العربية السعودية المدرسة الرشيدية التي أنشئت بين عامي 1301-1303هـ/ 1881-1883م، حيث كانت تقوم بتدريس مواد المقاييس، والأعداد المركبة والكسور، والخط، والرسم، وأصول مسك الدفاتر، والحساب، والهندسة المسطحة، والمجسمة، والمثلثات، والعلوم الشرعية، والعربية، والاجتماعيات، ومهن النجارة والحدادة، وصناعة الأحذية.، وكما كانت البداية في إنشاء مدرسة صناعية بجدة في عهد الملك عبد العزيز في عام 1369هـ، ومدة الدراسة فيها ثلاث سنوات بعد المرحلة الابتدائية، ثم تلاها نظام الخمس سنوات بعد المرحلة الابتدائية وكانت تسمى بالثانويات الصناعية، ثم تلاها نظام الأربع سنوات بعد الايتدائية، وكانت تسمى بالمدارس المتوسطة الصناعية، وكما أُفتتحت أول مدرسة ثانوية صناعية بالمملكة عام 1380هـ/1381م، وكانت تُسمى بكلية الصناعات.

## نشأة المؤسسة وتطورها
تعود بدايات التدريب التقني والمهني في المملكة العربية السعودية إلى فترة زمنية مبكرة، إذ كان موزعا بين ثلاث جهات حكومية آنذاك، فوزارة المعارف كان يتبعها التعليم الفني الثانوي (الصناعي، والزراعي، والتجاري)، ووزارة العمل والشؤون الاجتماعية كان يتبعها التدريب المهني (مراكز التدريب المهني)، ووزارة الشؤون البلدية والقروية كان يتبعها معاهد المساعدين الفنيين، ولاهتمام الدولة بإعداد القوى البشرية في المجالات التقنية والمهنية، ولتزايد الحاجة لتأهيل الشباب السعودي في المجالات التقنية والمهنية؛ رُئي أن تكون جميع مجالات التدريب التقني والمهني تحت مظلة واحدة، فصدر الأمر الملكي رقم (30/م) وتاريخ 10/8/1400هـ القاضي بإنشاء المؤسسة العامة للتعليم الفني والتدريب المهني، وضم المعاهد الفنية ومراكز التدريب المهني تحت مظلتها.
وبناءً على ذلك بدأت المؤسسة في مزاولة مهامها مستمرة في تطوير البرامج، وتنمية الموارد البشرية؛ بما ينسجم مع حاجة البلاد لتلبية احتياجات قطاع الأعمال. ونتيجة لذلك ظهرت الحاجة الملحة إلى إيجاد كوادر وطنية مؤهلة تأهيلًا عاليًا، تكون قادرة على النهوض بمتطلبات خطط التنمية الطموحة للدولة، وتوّجت تلك الحاجة بصدور الأمر السامي رقم (7/هـ/5267) وتاريخ 7/3/1403هـ المؤيد لقرار اللجنة العليا لسياسة التعليم رقم (209) /خ م وتاريخ 29/10/1402هـ المتضمن ضرورة الاهتمام بالتعليم التقني على مستوى الكليات التقنية؛ لتفتح مسارات أخرى للتعليم العالي في مجال تنمو وتشتد إليه حاجة البلاد. وتضمّن الأمر السامي التأكيد على أن تكون مسؤولية التوسع في هذا النمط مسؤولية المؤسسة، وقد حقق ذلك العديد من الإيجابيات ومنها:
1. عدم هيمنة المنهج الأكاديمي، وبالتالي حفاظ الكليات التقنية على وظيفتها ورسالتها الخاصة المتمثلة في الإعداد لسوق العمل والاهتمام بمتطلباته.
2. تنفيذ البرامج التدريبية في المؤسسة في ثلاثة مستويات مهنية: التدريب المهني والصناعي (المستوى الثاني والثالث)، والتدريب التقني (المستوى الرابع) وتعكس هذه المستويات مخرجات المؤسسة ذات التأهيل المتنوع، كما أن التخصصات في تلك المستويات بينها وشائج تربط حلقاتها مما يساعد كثيراً في الاستفادة من الإمكانات المتوفرة بصورة كبيرة.
3. عدم انحسار العلاقة بين الكليات التقنية وسوق العمل، وتقريب الفجوة وتحجيمها بين البرامج التدريبية وطبيعة الحاجة في قطاع العمل.
4. توحيد المنهج والمستوى التأهيلي ومتطلبات البرامج التدريبية، والاعتماد على أسس موحدة، وتنسيق يعتمد على معايير مهنية يعدها المختصون في سوق العمل.[6]

كما جاءت الموافقة السامية لبرنامج البكالوريوس ذات الرقم (1194) /م والتاريخ 10/6/1409هـ التي نصت على «أن تقوم المؤسسة بتطوير الكلية التقنية بالرياض ومد فترة الدراسة فيها إلى أربع سنوات لكي تمنح درجة البكالوريوس في الهندسة التقنية». وتوسعت المؤسسة في برنامج البكالوريوس التقني التطبيقي في الخطط التدريبية لحاجة قطاع الأعمال لتأهيلٍ عال لبناء القدرات القيادية في المجالات التقنية والمهنية.
وقامت المؤسسة في العام 1418/1419هـ بإنشاء مركز لخدمة المجتمع والتدريب المستمر، والذي تنطلق مهمته من الرغبة في تسخير إمكانيات المؤسسة المادية والبشرية لخدمة احتياجات قطاعات العمل المختلفة، لما يحققه ذلك من استثمار أفضل للموارد الفنية والبشرية وربط الوحدات التعليمية والتدريبية بتلك القطاعات. كما أُنشئ معهد إعداد المدربين ومركز الوسائل بالرياض، وكان من أهم المرافق التدريبية والتطويرية في مجال إعداد المدربين الفنيين لسد احتياجات مرافق التدريب المهني في كافة التخصصات، ويُقدم نوعين من البرامج هما: البرامج الإعدادية، والبرامج التطويرية.
وبإنشاء الكليات التقنية وضعت المؤسسة مسارات التدريب التقني والمهني في منظومة متدرجة؛ لإعداد القوى البشرية المؤهلة تأهيلًا فنيًا بمستويات مختلفة تلبي حاجة السوق المحلية من الأيدي التقنية والمهنية العاملة الماهرة بمستوياتها المختلفة. وإكمالًا لفكرة ضم مجالات التدريب التقني والمهني تحت مظلة واحدة صدر قرار مجلس الوزراء رقم (3108/م ب) وتاريخ 4/3 /1426هـ بإلحاق قطاع التدريب المهني للبنات بالمؤسسة العامة للتدريب التقني والمهني، وإنشاء كليات تقنية للبنات، تركز عنايتها على البرامج التدريبية المهنية للمرأة، وتمكنها من الحصول على العمل المناسب بعد التخرج.
وفي العام 1428هـ تمت إعادة هيكلة المؤسسة بناء على توجهات الدولة، وصدر بذلك الأمر السامي رقم (268) بتاريخ 14-8-1428هـ. واستمرت المؤسسة في تطوير البرامج التدريبية للتركيز على المهارات وكفاءة التشغيل، واستقطبت أفضل الخبرات الدولية في مجال التدريب التقني لتشغيل الكليات العالمية، ومعاهد الشراكات الاستراتيجية، وبناء قدرات الكليات القائمة لرفع جودة التدريب، والاستفادة المثلى من الموارد البشرية والمالية المتاحة للمساهمة في تقديم تدريب نوعي متميز. ولأهمية التكامل بين التعليم بمختلف مستوياته والتدريب؛ فقد صدر قرار مجلس الوزراء (469) وتاريخ 20/7/1438هـ بأن يرأس مجلس إدارة المؤسسة معالي وزير التعليم.

## الرؤية والأهداف والرسالة
صدر قرار مجلس الوزراء رقم 158 وتاريخ 12 / 6/ 1429 هـ بالموافقة على الخطة العامة للتدريب بالمؤسسة العامة للتدريب التقني والمهني التي تضمنت.

### الرؤية
الإسهام الفاعل في التنمية الاقتصادية والاجتماعية والبيئية بتوفير التدريب التقني والمهني لأبناء وبنات الوطن بالجودة والكفاية التي يتطلبها سوق العمل، وتحقيق ريادة عالمية تكفل الاستقلالية والاكتفاء الذاتي.

### الرسالة
تسعى المؤسسة العامة للتدريب التقني والمهني إلى:
1. تطوير وتقديم وترخيص البرامج التدريبية التقنية والمهنية؛ حسب الطلب الكمي والنوعي لسوق العمل للذكور والإناث، وسنِّ التنظيمات المختصة بجودتها وكفايتها والإشراف عليها.
2. توعية المجتمع بأهمية التدريب التقني والمهني وإتاحة فرصة التدرب للقادرين من الذكور والإناث لجميع الفئات العمرية.
3. القيام بالأبحاث والمشاريع الضرورية لمتابعة التطورات التقنية والتوجهات العالمية في مجال التدريب التقني والمهني.
4. المشاركة في البرامج الوطنية التي تتبنى نقل التقنية وتوطينها، وتوفير دعمها ودعم القطاع الخاص، وتوجيهه للاستثمار في مجال التدريب التقني والمهني.

### الأهداف الاستراتيجية
1. استيعاب أكبر عدد من الراغبين في التدريب التقني والمهني؛ للإسهام في تحقيق التنمية المستدامة.
2. تأهيل وتطوير الكوادر البشرية الوطنية في المجالات التقنية والمهنية؛ وفقًا لطلب سوق العمل الكمي والنوعي.
3. تقديم البرامج التدريبية بالجودة والكفاية التي تؤهل المتدرب للحصول على عمل مناسب في سوق العمل الحر.
4. القدرة على التكيف والتعامل بنجاح مع التحديات والتغيرات؛ استناداً إلى الأبحاث والدراسات التطبيقية.
5. بناء شراكات إستراتيجية مع قطاع الأعمال؛ لتنفيذ برامج تقنية مهنية.
6. نشر الوعي بأهمية العمل في المجالات التقنية والمهنية في أوساط المجتمع، وتوفير البيئة المناسبة للتدرب مدى الحياة.
7. إيجاد بيئة آمنة ومحفِّزة للعمل والتدريب في المؤسسة العامة للتدريب التقني والمهني.
8. تشجيع الاستثمار في التدريب التقني والمهني والتدريب الأهلي.
9. والتدريبية الوطنية.
10. التوسع في المجالات التدريبية المتقدمة الداعمة للخطط الوطنية والمشاركة في برامج نقل التقنية وتطويرها.

وقد وضعت المؤسسة العامة للتدريب التقني والمهني عدداً من الأهداف التي يجب تحقيقها، وهي كالتالي:
- تزويد الفرد بالثقافة الإسلامية والثقافة العامة اللتين تساهمان في تكوين الخلق الرفيع، والإيمان القوي والمقدرة على التفاهم والتفكير، والتكيف مع البيئات المختلفة.
- تأمين قاعدة علمية عريضة للعمالة الفنية ليصبح من السهل أن يتجاوب الفرد مع التطور السريع في التكنولوجيا والعلوم التقنية.
- فتح المجال أمام كل راغب لتعلم مهنة أو مواصلة تدريبه لأقصى ما تسمح به إمكاناته العقلية والجسمية، وهذا ما يسمى بسلم التدريب المفتوح.
- تطوير مهارات الفنيين وتحديث معلوماتهم المهنية باستمرار.
- التأكيد على كرامة العمل اليدوي والمهني ودورهما في ازدهار المجتمع.
- المساهمة في إيقاف الهجرة الداخلية إلى المدن الكبرى، وذلك بنشر مراكز التدريب المهني في جميع مناطق المملكة.[8]

### إستراتيجية تنفيذ الأهداف
- إعداد وتدريب المواطن السعودي للقيام بالأعمال المهنية والحرفية والفنية في القطاعات المختلفة (الصناعية والزراعية والتجارية والخدمات العامة) سواء في العمل الحر لدى الشركات أو العمل في الحكومة والقطاع العام، هذا إلى جانب التدريب داخل الكليات والمعاهد والمراكز والسعي لمواصلة تطوير ورفع مستوى الفنيين والمهنيين على رأس العمل لإكسابهم المعارف المتطورة في مجال العلوم والتكنولوجيا سواء داخل المملكة أو خارجها.
- السعي لتهيئة الأميين واليافعين الذين لم يواصلوا تعليمهم الأكاديمي، بتوجيههم وتدريبهم في برامج مخصصة صباحية ومسائية، وفقاً للسن والقدرات والميول، لمواصلة تعليمهم أو ممارسة العمل الفني.
- إعداد الكوادر السعودية الفنية من المدرسين والمدربين.
- توجيه الاستثمار لتطوير هيكل المهارة لتوسيع قاعدة العمل الفني بالمملكة.
- إيجاد هيكل تعليمي ذي سلم موحد لتدعيم العمالة الفنية بالتنسيق مع أجهزة التأهيل البشري واللجنة الوزارية للقوى العاملة.
- دعم عمليات التوجيه المهني بإثارة الوعي الفني والمهني بواسطة الأجهزة المعنية وذلك بمردود أفضل لخدمات المؤسسة من الناحيتين الفنية والتدريبية لتحقيق الأهداف المرجوة.
- الاهتمام بالبحوث والدراسات لمعالجة مشكلات العمالة الفنية في ضوء احتياجات سوق العمل.[9]

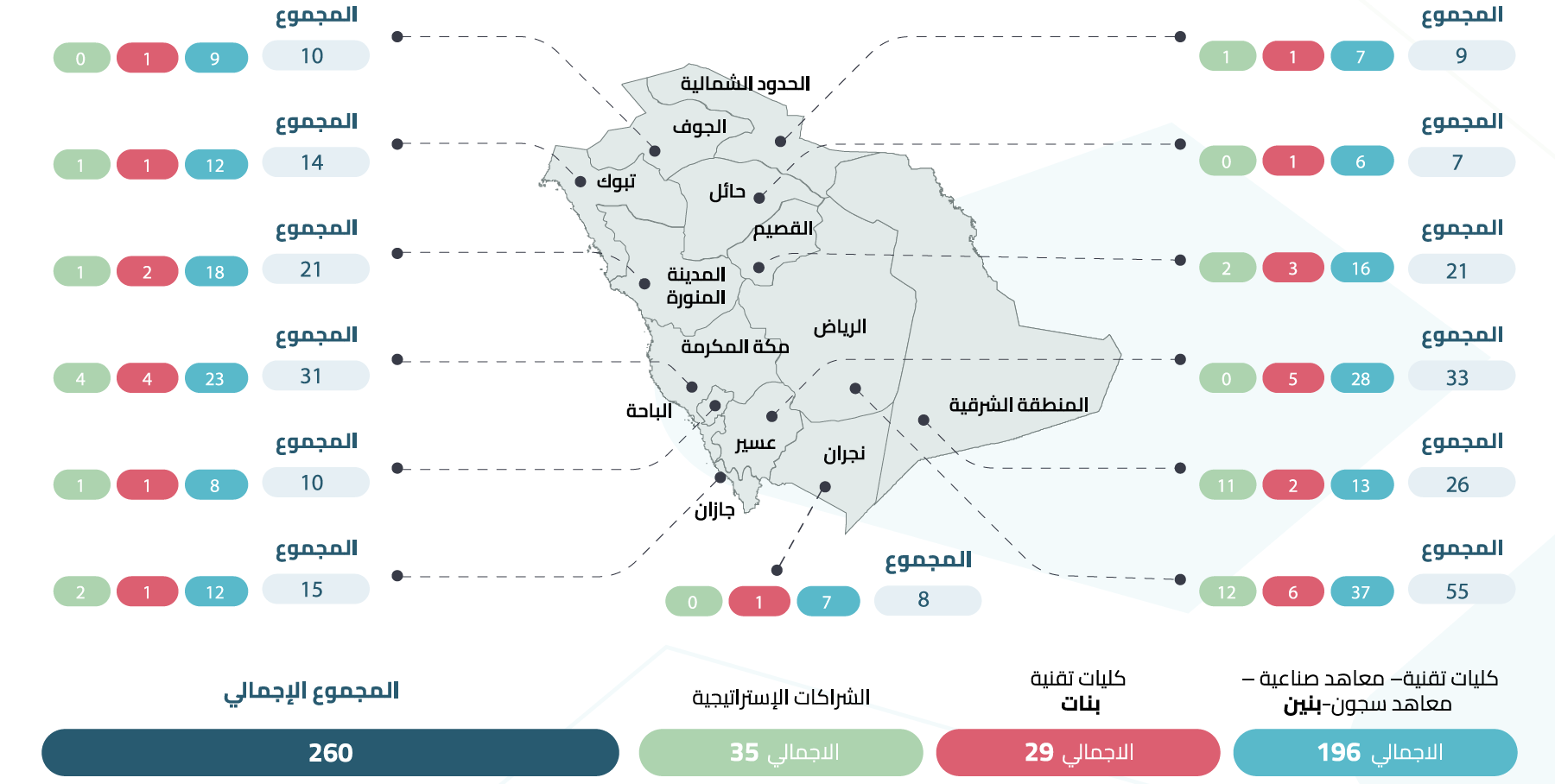
وحدات المؤسسة العامة للتدريب التقني والمهني

## الوحدات التدريبية للمؤسسة
يصل العدد الإجمالي لمنشآت المؤسسة العامة للتدريب التقني والمهني 260 منشأة تغطي كافة أرجاء المملكة العربية السعودية، وتتنوع المنشآت بين ما يلي:
1. الكليات التقنية.
2. الكليات التقنية العالمية.
3. معاهد الشراكات الاستراتيجية.
4. المعاهد الصناعية ومعاهد العمارة والتشييد الثانوية.
5. معاهد التدريب المهني في السجون.

كما تقوم المؤسسة بالترخيص والإشراف على المنشآت التدريبية الأهلية التي يصل عددها إلى 1011 منشأة تدريبية أهلية.

## التخصصات والبرامج التدريبية
تقدم المؤسسة العامة للتدريب التقني والمهني أكثر من (250) تخصصاً وبرنامجاً تدريبياً، من بينها:
1. برامج تدريبية في المنشآت التابعة للمؤسسة من كليات ومعاهد، ومعاهد الشركات الاستراتيجية، والكليات التقنية العالمية.
2. برامج تدريبية في منشآت التدريب الأهلي.
3. برامج مساندة ومجتمعية مرنة.

وتقوم المؤسسة بشكل مستمر بالتوسع في برامج التدريب لتوفير احتياجات سوق العمل بناءً على رؤية المملكة 2030.

### من البرامج التدريبية في المعاهد والكليات التقنية
- اتصالات
- برمجيات
- القوى الكهربائية
- التزيين النسائي
- تصميم أزياء
- تقنية الأجهزة الطبية
- الكترونيات
- إدارة مكتبة
- تسويق
- تقنية الوسائط المتعددة
- التجميل
- آللات ومعدات كهربائية
- إدارة الفعاليات
- العناية بالبشرة والمكياج
- مساحة
- الطاقة المتجددة
- إدارة الموارد البشرية
- صيانة الآلات الميكانيكية
- ميكانيكا السيارات
- سلامة الأغذية
- إدارة مستودعات
- حماية البيئة
- إنتاج الطعام
- التبريد والتكييف
- إدارة أنظمة شبكات الحاسب
- دعم فني
- محاسبة
- الحج والعمرة

### من البرامج التدريبية في معاهد الشراكات الإستراتيجية
- إدارة الإمدادات
- العلوم النووية
- الطباعة والتغليف
- تشغيل الموانئ
- الصناعات المطاطية
- تقنيات الغذاء
- الأجهزة المنزلية
- فحص جودة المباني
- تقنية تصنيع البلاستيك
- مهندس المرافق
- تطوير الويب والتطبيقات
- الإدارة الفندقية
- الصحة والسلامة المهنية
- تحليل البيانات والذكاء الاصطناعي
- صناعة وصيانة السفن
- الحوسبة السحابية
- الأجهزة الدقيقة والتحكم
- الأزياء
- صيانة الطائرات
- تحليلات البيانات
- قيادة قطارات
- الإدارة السياحية
- فن الطهي
- أمن المعلومات
- إدارة المطاعم
- تصميم وتطوير الالعاب
- علوم الطاقة الشمسية
- إدارة المشاريع

## الكليات التقنية
كليات تؤهل حملة الشهادة الثانوية أو مايعادلها من الجنسين للحصول على الشهادة الجامعية المتوسطة (المستوى السادس من الإطار الوطني للمؤهلات) كما تقدم برامج البكالوريوس التطبيقي (المستوى السابع من الإطار الوطني للمؤهلات) في مجموعة من الكليات لتأهيلهم كمهندسين تقنيين في سوق العمل لتلبية احتياج سوق العمل المحلي من الموارد البشرية الفنية، أو مدربين في منشآت التدريب التقني والمهني، ومدة التدريب في تلك الكليات سنتان ونصف للدبلوم، وفي برامج البكالوريوس سنتان ونصف إضافيتان.

### الكليات التقنية للبنين
تعمل الكلیات التقنیة وفق النظام النصفي، حیث ینقسم العام التدریبي إلى فصلین تدریبین مدة كل فصل 15 أسبوعاً ولا تدخل من ضمنها فترتي الإعداد والتقويم النهائي ویتطلب تخرج المتدرب في مرحلة الدبلوم اجتیاز ما بین 75 إلى 85 وحدة تدریبیة (یعتمد ذلك على التخصص) بالإضافة إلى فصل للتدریب التعاوني. وفي مرحلة البكالوریوس التطبیقي یتطلب إجازة ما بین 64 إلى 91 وحدة تدریبیة، وذلك وفقاً للخطط التدریبیة المعتمدة المعتمدة.
قائمة بأسماء الكليات التقنية للبنين
- الكلية التقنية بالرياض
- كلية الاتصالات والمعلومات بالرياض
- الكلية التقنية بمكة المكرمة
- الكلية التقنية بالمدينة المنورة
- كلية السياحة والفندقة بالمدينة
- الكلية التقنية بجدة
- كلية الاتصالات والإلكترونيات بجدة
- الكلية التقنية بالدمام
- الكلية التقنية ببريدة
- الكلية التقنية الثانية ببريدة
- الكلية التقنية بعنيزة
- الكلية التقنية بأبها
- الكلية التقنية بحائل
- الكلية التقنية بالقريات
- الكلية التقنية بجازان
- الكلية التقنية بعرعر
- الكلية التقنية بتبوك
- الكلية التقنية بالجوف
- الكلية التقنية بنجران
- الكلية التقنية بالباحة
- الكلية التقنية بالخرج
- الكلية التقنية بالأحساء
- الكلية التقنية بالقطيف
- الكلية التقنية بالطائف
- الكلية التقنية بالزلفي
- الكلية التقنية بحفر الباطن
- الكلية التقنية ببيشة
- الكلية التقنية بالرس
- الكلية التقنية بالقويعية
- الكلية التقنية بالدوادمي
- الكلية التقنية بخميس مشيط
- الكلية التقنية بالمجمعة
- الكلية التقنية بالقنفذة
- الكلية التقنية بوادي الدواسر
- الكلية التقنية بالنماص
- كلية ينبع للتقنية التطبيقية
- الكلية التقنية ببقعاء
- الكلية التقنية بصامطة
- الكلية التقنية بالافلاج
- الكلية التقنية بالمذنب
- الكلية التقنية بمحايل عسير
- الكلية التقنية الثانية بأبها
- الكلية التقنية بالدرب
- الكلية التقنية بالليث
- الكلية التقنية بتربة
- الكلية التقنية برفحاء
- كلية السياحة والفندقة بالطائف
- الكلية التقنية بأملج
- الكلية التقنية بالوجه
- كلية السياحة بالمزاحمية
- الكلية التقنية بالداير
- الكلية التقنية بالسليّل
- الكلية التقنية بالحائط
- الكلية التقنية برنية
- الكلية التقنية بسراة عبيدة
- الكلية التقنية بالحناكية
- الكلية التقنية بالمخواة
- الكلية التقنية بطبرجل
- الكلية التقنية بطريف
- الكلية التقنية بدومة الجندل
- الكلية التقنية بالعلا
- الكلية التقنية ببلقرن
- المعهد السعودي التقني للتعدين
- الكلية التقنية بالمندق
- كلية التقنية بنبع
- كلية التقنية أبو عريش

### الكليات التقنية للبنات
تم افتتاح الكليات التقنية للبنات في كافة مناطق المملكة لتستوعب خريجات الثانوية العامة بكافة فروعها في عدد من التخصصات المهنية والتقنية التي يحتاجها سوق العمل المحلي، وتمنح الخريجات من الكليات التقنية للبنات شهادة جامعية متوسطة بعد إتمامها لمتطلبات التدريب المقررة، كما تم البدء في منح شهادة البكالوريوس في عدد من التخصصات. وتهدف برامج التدريب التقني للبنات لإعداد فنيات مؤهلات للعمل في عدد من المجالات المهنية والتقنية التي يحتاجها سوق العمل السعودي، حيث بلغت عدد البرامج التي تقدمها ستة برامج تدريبية قابلة للزيادة حسب متطلبات السوق.
النظام التدريبي المعتمد بالكليات التقنية للبنات هو النظام الفصلي حيث يتكون كل عام تدريبي من فصلين تدريبيين لا تقل مدته عن (18) أسبوعاً شاملاً الإعداد والتقويم، وبعد إكمال المتدربة للساعات التدريبية المعتمدة للبرنامج والمطلوب للتخرج تمنح الخريجة بعدها وثيقة التخرج، حسب تصنيف وزارة الموارد البشرية والتنمية الاجتماعية، وتعنى المؤسسة بنوعية التدريب التقني وتقوية مناهجه وتطويرها لرفع كفاءة أدائها وذلك بالتركيز على التقنية الحديثة المتطورة في جميع المستويات، لتتماشى مع احتياجات الاقتصاد الوطني ومتطلبات سوق العمل بالمملكة والمدة النظامية لإنهاء متطلبات التخرج.
قائمة بأسماء الكليات التقنية للبنات
- الكلية التقنية للبنات بالرياض
- الكلية التقنية للبنات بالمدينة المنورة
- الكلية التقنية للبنات بعرعر
- الكلية التقنية للبنات بالأحساء
- الكلية التقنية للبنات بحائل
- الكلية التقنية للبنات بخميس مشيط
- الكلية التقنية للبنات ببريدة
- الكلية التقنية للبنات بالباحة
- الكلية التقنية للبنات بالخرج
- الكلية التقنية للبنات بتبوك
- الكلية التقنية للبنات بنجران
- الكلية التقنية للبنات بالطائف
- الكلية التقنية للبنات بجدة
- الكلية التقنية للبنات بالجوف
- كلية التقنية للبنات بالرس
- الكلية التقنية للبنات بجازان
- الكلية التقنية للبنات بحفر الباطن
- الكلية التقنية للبنات بالدوادمي
- الكلية التقنية للبنات بالأفلاج
- الكلية التقنية للبنات بالزلفي
- الكلية التقنية للبنات بمحايل عسير
- الكلية التقنية للبنات ببيشة
- الكلية التقنية للبنات بمكة المكرمة
- الكلية التقنية للبنات بينبع
- الكلية التقنية للبنات بالبدائع
- الكلية التقنية للبنات بسراة عبيدة
- الكلية التقنية للبنات بأبها
- الكلية التقنية الرقمية للبنات بالرياض
- الكلية التقنية الرقمية للبنات بجدة
- الكلية التقنية للبنات بالقويعية

## الكليات التقنية العالمية
كليات تقنية حكومية تقدم التدريب للجنسين على المهارات التقنية بمستوى عالي الجودة من خلال مشغلين دوليين، وبمدربين ذوي خبرة صناعية لتخرج كوادر مؤهلة من الجنسين بمعايير عالمية لتلبية احتياج سوق العمل المحلي وتقدم هذه الكليات درجة الدبلوم في مدة سنتين مسبوقاً بسنة تحضيرية في اللغة الإنجليزية، ويتك تقديم برنامج بكالوريوس الهندسة التطبيقي في كلية المدربين التقنيين.

## الشراكات الاستراتيجية
معاهد تدريبية تقنية غير ربحية تتبنى المؤسسة إنشاءها والترخيص لها، والإشراف عليها، وتشغيلها مع القطاع الخاص، وتقدم لحاملي الثانوية أو ما يعادلها برامج تدريبية تقنية متنوعة في المدة بتوظيف مبتدئ بالتدريب.
وقد تم إنشاء معاهد الشراكات الاستراتيجية سعياً لتحقيق أهداف برنامج التحول الوطني الذي يأتي ضمن رؤية المملكة 2030، حيث قامت المؤسسة ممثلة بالمركز الوطني للشراكات الاستراتيجية بإشراك القطاع الخاص في منظومة برامجها التدريبية لضمان جودة التدريب، وتلبية احتياج سوق العمل من الكوادر الوطنية المؤهلة، حيث تستهدف تلبية احتياجات القطاع الخاص في القطاعات ذات الأولوية في التوطين.
وتتولى المؤسسة بموجب تلك الشراكات إنشاء المعاهد وتجهيزها بالتجهيزات الأساسية، ويشارك القطاع الخاص بالتشغيل وتوفير المدربين المتميزين والبرنامج التدريبي، كما يوفر القطاع الخاص تجهيزات تخصصية ويستفيد من دعم صندوق الموارد البشرية وتمتاز برامج الشراكات الاستراتيجية بحرية اختيار المشغلين المحليين أو الدوليين، وتقوم بتشغيل المعاهد القائمة حالياً عدة جهات دولية، منها: اليابانية والأمريكية والنيوزلندية والكندية والبريطانية والهولندية.
| اسم المعهد                                      | المدينة   | الشريك الاستراتيجي |
| ----------------------------------------------- | --------- | --- |
| المعهد التقني السعودي لخدمات البترول            | الدمام    | وزارة البترول وشركة أرامكو ومقاولي أرامكو |
| المعهد التقني السعودي لخدمات البترول            | الخفجي    | وزارة البترول وشركة أرامكو ومقاولي أرامكو |
| المعهد التقني للألبان والتغذية                  | الخرج     | شركة المراعي |
| المعهد السعودي التقني لخدمات الكهرباء           | الرياض    | الشركة السعودية للكهرباء |
| المعهد السعودي التقني لخدمات الكهرباء           | بيش       | الشركة السعودية للكهرباء |
| المعهد السعودي التقني لخدمات الكهرباء           | الجعيمة   | الشركة السعودية للكهرباء |
| المعهد السعودي التقني للتعدين                   | عرعر      | شركة معادن |
| المعهد السعودي التقني للخطوط الحديدية           | بريدة     | الشركة السعودية للخطوط الحديدية (سار) |
| المعهد العالي السعودي الياباني للسيارات         | جدة       | اتحاد صناعة السيارات اليابانية وموردي السيارات اليابانية |
| المعهد السعودي للإلكترونيات والأجهزة المنزلية   | الدرعية   | الشركات الموزع للاجهزة اليابانية |
| المعهد العالي لتقنيات المياه والكهرباء          | رابغ      | شركة أكوا بور |
| المعهد العالي للتقنيات الورقية والصناعية        | جدة       | شركة الشرق الأوسط للورق |
| المعهد العالي للسياحة والضيافة                  | الباحة    | مجموعة الحكير |
| المعهد العالي للسياحة والضيافة                  | جازان     | مجموعة الحكير |
| المعهد العالي للصناعات البلاستيكية              | الرياض    | شركة الشرق والشريك الياباني SPDC |
| المعهد العالي للصناعات المطاطية                 | ينبع      | شركة ينبت |
| أكاديمية الحفر العربية السعودية                 | بقيق      | شركة أرامكو |
| المعهد الوطني للتدريب الصناعي                   | الأحساء   | شركة أرامكو ومجموعة من مقاوليها وشركة الكهرباء |
| معهد الرياض للتقنية                             | الرياض    | شركة العبيكان |
| المعهد الوطني لتقنية الفحص وضمان الجودة (إتقان) | الجعيمة   | شركة أرامكو |
| المركز الوطني للتدريب الإنشائي                  | النعيرية  | شركة أرامكو |
| مركز التدريب الوطني لإدارة المنشآت والضيافة     | الرياض    | الهيئة العامة للسياحة والتراث الوطني، أرامكو السعودية |
| مركز التدريب الوطني لإدارة المنشآت والضيافة     | الخبر     | الهيئة العامة للسياحة والتراث الوطني، أرامكو السعودية |
| الأكاديمية الوطنية لتقنية المعلومات             | الرياض    | وزارة الاتصالات وتقنية المعلومات، كليات التميز هيئة الاتصالات وتقنية المعلومات، أرامكو السعودية                                                                       |
| الأكاديمية الوطنية البحرية                      | رأس الخير | أرامكو، البحري، هيونداي، الموانئ |
| الأكاديمية الوطنية للطاقة                       | الدمام    | أرامكو، الشركة السعودية الكهرباء، المؤسسة العامة لتحلية المياه المالحة، جامعة الملك فهد للبترول والمعادن                                                              |
| المعهد العالي النسائي للسياحة والضيافة          | الرياض    | مجموعة الحكير |
| الأكاديمية الوطنية للطيران                      | رابغ      | شركة أرامكو، وزارة التعليم، نادي الطيران السعودي، الخطوط السعودية، هيئة المدن الاقتصادية، الهيئة العامة للطيران المدني، تقنية للطيران، مدينة الملك عبدالله الاقتصادية |
| الأكاديمية السعودية الرقمية                     | الرياض    | وزارة الاتصالات وتقنية المعلومات |
| الأكاديمية الوطنية الرائدة                      | الخبر     | شركة أرامكو، وزارة الموارد البشرية والتنمية الاجتماعية، صندوق تنمية الموارد البشرية                                                                                   |
| الأكاديمية السعودية للترفيه - بنين              | الرياض    | الهيئة العامة للسياحة والتراث الوطني، المعهد العالي للسياحة والضيافة، شركة بنيان للتدريب                                                                              |
| الأكاديمية السعودية للترفيه - بنات              | الرياض    | الهيئة العامة للسياحة والتراث الوطني، المعهد العالي للسياحة والضيافة، شركة بنيان للتدريب                                                                              |
| مركز نيوم التدريب                               | تبوك      | شركة نيوم |

## المعاهد الصناعية ومعاهد العمارة والتشييد الثانوية
معاهد ثانوية تدريبية يتم الالتحاق بها من خريجي المرحلة المتوسطة ومن التعليم العام بالصفين الأول والثاني ثانوي، وتؤهلهم للحصول على دبلوم المعاهد الصناعية والعمارة والتشييد الثانوي ومدة التدريب (٣) سنوات كما تقدم تلك المعاهد برامج تدريبية مسائية متنوعة مفتوحة لجميع المستويات لكل فئات المجتمع ولكثير من المهن، وفق احتياجات قطاع الأعمال.
بدأت المؤسسة بتطبيق برامج المعاهد لتمكين خريجي الكفاءة المتوسطة فأعلى من الحصول على شهادة دبلوم المعاهد الثانوية، وتقدم برامج لجميع الفئات والمؤهلات لحاملي الكفاءة المتوسطة فأعلى للتدريب على برامج تخصصية لمدة فصل تدريبي واحد، وعددها (102) برنامج للحصول على شهادة إتمام برنامج تدريبي والاستفادة من التأهيل السريع المحدد للمهارة، ويعد التدريب بالمعاهد ذا أهمية حيوية في التأهيل السريع للقوى العاملة الوطنية، وتلبية للاحتياجات التنموية الوطنية في توفير العمالة الفنية والماهرة ومحدودة المهارة، مما يؤهلها للالتحاق بسوق العمل.
قائمة بأسماء المعاهد الصناعية ومعاهد العمارة والتشييد الثانوية
- المعهد الصناعي الثانوي الأول بالرياض
- المعهد الصناعي الثانوي ببريدة
- المعهد الصناعي الثانوي بالمذنب
- المعهد الصناعي الثانوي بالعيدابي
- المعهد الصناعي الثانوي بتبوك
- المعهد الصناعي الثانوي بعفيف
- المعهد الصناعي الثانوي الأول بالأحساء
- المعهد الصناعي الثانوي ببيشة
- المعهد الصناعي الثانوي بنجران
- المعهد الصناعي الثانوي بأبها
- المعهد الصناعي الثانوي بالخرج
- المعهد الصناعي الثانوي بتثليث
- المعهد الصناعي الثانوي بالدمام
- المعهد الصناعي الثانوي بحائل
- المعهد الصناعي الثانوي بالوجه
- المعهد الصناعي الثانوي بظهران الجنوب
- المعهد الصناعي الثانوي بحوطة بني تميم
- المعهد الصناعي الثانوي بجدة
- المعهد الصناعي الثانوي بحفر الباطن
- المعهد الصناعي الثانوي ببدر
- المعهد الصناعي الثانوي بالقريات
- المعهد الصناعي الثانوي بالمجمعة
- المعهد الصناعي الثانوي بطريف
- المعهد الصناعي الثانوي الثاني بالمدينة المنورة
- المعهد الصناعي الثانوي بالرس
- المعهد الصناعي الثانوي بسراة عبيدة
- المعهد الصناعي الثانوي بالجوف
- المعهد الصناعي الثانوي بالزلفي
- المعهد الصناعي الثانوي بالحناكية
- المعهد الصناعي الثانوي بعنيزة
- المعهد الصناعي الثانوي بالطائف
- المعهد الصناعي الثانوي بالدوادمي
- المعهد الصناعي الثانوي ببلقرن
- المعهد الصناعي الثانوي بخميس مشيط
- المعهد الصناعي الثانوي بالحريضة
- المعهد الصناعي الثانوي بالباحة
- المعهد الصناعي الثانوي بالقطيف
- المعهد الصناعي الثانوي بحوطة سدير
- المعهد الصناعي الثانوي بالعلا
- المعهد الصناعي الثانوي بشرورة
- المعهد الصناعي الثانوي بصبيا
- المعهد الصناعي الثانوي بالبدائع
- معهد الصناعي الثانوي بالليث
- المعهد الصناعي الثانوي بالقنفدة
- المعهد الصناعي الثانوي بمحايل عسير
- المعهد الصناعي الثانوي بضباء
- المعهد الصناعي الثانوي بوادي الدواسر
- المعهد الصناعي الثانوي بمكة المكرمة
- المعهد الصناعي الثانوي بجازان
- المعهد الصناعي الثانوي بالأفلاج
- معهد الرياض الملكي الصناعي
- المعهد الصناعي الثانوي بتيماء
- المعهد الصناعي الثانوي بأملج
- المعهد الصناعي الثانوي بشقراء
- المعهد الصناعي الثانوي بالمخواة
- المعهد الصناعي الثانوي بطبرجل
- المعهد الصناعي الثانوي بصامطة
- المعهد الصناعي الثانوي برفحاء
- المعهد الصناعي الثانوي بالفرشة
- المعهد الصناعي الثانوي الثالث بالأحساء
- المعهد الصناعي الثانوي بالمهد
- معهد العمارة والتشييد الثانوي بالرياض
- معهد العمارة والتشييد الثانوي برياض الخبراء
- معهد العمارة والتشييد الثانوي بحلي

## معاهد التدريب المهني في السجون
معاهد أنشأتها المؤسسة بالتعاون مع المديرية العامة للسجون، للنزلاء بالسجون والنزيلات بدور رعاية الفتيات خلال  فترة المحكومية، وذلك لتدريبهم وتأهيلهم في برامج ودورات مهنية متخصصة. ويمنح الخريج شهادة من المعهد الصناعي بالمنطقة دون الإشارة لحصوله على المؤهل في السجن.

## منشآت التدريب الأهلية
هي معاهد ومراكز تدريب (ربحية) غير حكومية، ينشئها القطاع الخاص بغرض تقديم برامج تدريبية وتقنية ومهنية، ترخصها المؤسسة وتشرف على أدائها، وتطبق عليها معايير الجودة. ويصل عدد المنشآت التدريبية الأهلية إلى 674 منشأة تدريبية للرجال و 337 ومنشأة تدريبية للنساء.
وتقدم برامج تدريبية متنوعة في جميع التخصصات، وبمستويات متعددة من الدورات التطويرية القصيرة إلى الدبلوم التدريبي بعد الثانوية، وذلك على النحو التالي:
1. الدبلوم التدريبي: برنامج تدريبي مدته من سنتين إلى ثلاث سنوات.
2. البرنامج التأهيلي: برنامج تدريبي مدته من سنة إلى أقل من سنتين.
3. الدورة التأهيلية: برنامج تدريبي مدته أكثر من شهر إلى أقل من سنة، وعدد ساعاته التدريبية أكثر من (60) ساعة.
4. الدورة التطويرية: برنامج تدريبي لا تزيد مدته عن شهر واحد، وعدد ساعاته التدريبية لاتزيد عن (60) ساعة.[1]

## برامج مساندة ومجتمعية مرنة

### مركز الأعمال وخدمة المجتمع
يعمل المركز على توثيق صلة المؤسسة بالقطاعين العام والخاص مما يدعم تفعيل دور المؤسسة في تنمية المجتمع من خلال تسخير إمكانات المؤسسة المادية والبشرية والمعرفية للقيام بالبحوث والدراسات والاستشارات والخدمات التدريبية والمشاريع التقنية. كما يساهم المركز في نشر الوعي التقني والمهني من خلال تقديم برامج لمختلف فئات المجتمع بمختلف أعمارهم، ومستوياتهم الثقافية والاقتصادية على شكل محاضرات ولقاءات علمية وبرامج ودورات تدريبية، وغير ذلك من الوسائل المتاحة لتمكين كافة افراد المجتمع من مواكبة تطور العلوم التقنية والمهنية.

### معهد ريادة الأعمال الوطني (ريادة)
معهد غير ربحي متخصص في دعم وتمكين الراغبين في ممارسة العمل الحر، وأصحاب المشاريع الصغيرة والمتوسطة من الجنسين من خلال التدريب والتأهيل، وتقديم الاستشارات، والإرشاد، واحتضان المشاريع، والمساعدة في الحصول على التمويل من الجهات الممولة، وتسهيل الإجراءات الحكومية بواسطة نخبة من المتخصصين الوطنيين في مجال ريادة الأعمال.

### مركز التدرب الإلكتروني
التدرب الإلكتروني أحد أساليب التدريب الحديثة لإيصال المعلومة للمتدرب من خلال التقنيات الحديثة للحاسب والشبكة العالمية ووسائطهما المتعددة والتقنيات الحديثة التي تسهم في تحقيق الأهداف الاستراتيجية للمؤسسة. وباستخدام تقنية الاتصالات والمعلومات في العملية التعليمية والتدريبية حققت المؤسسة نموذج وطني عالي الجودة في التعلم والتدريب الإلكتروني عبر بناء منظومة تدرب إلكتروني متكاملة تعتمد على خبراء متخصصين، وكفاءات محلية مؤهلة، وتقنيات متطورة ومحتوى تدريبي رقمي قوي.

### برنامج اللغة الإنجليزية المتخصص للخريجين
برنامج متخصص لخريجي الكليات التقنية للبنين والبنات لتأهيلهم لسوق العمل يتم من خلال مؤسسات تعليمية متخصصة في تدريب اللغة الإنجليزية، ويتم بموجبه تنفيذ التدريب عن طريق مدربين لغتهم الأم هي اللغة الإنجليزية. ويركز البرنامج خلال فصل تدريبي كامل على مهارات الاتصال باللغة الإنجليزية التي يحتاجها المتدرب للعمل بالقطاع الخاص.

### التنسيق الوظيفي
تهدف المؤسسة لمساعدة الخريجين بتوفير فرص عمل ملائمة من خلال فعاليات تقيمها المنشآت تحقق هذا الهدف، وكذلك عن طريق بوابة تقني المدرجة ضمن الموقع الرسمي للمؤسسة وتمثل جسراً بين الخريجين وجهات التوظيف، ويمكن للخريج الاستفادة من خدمات البوابة عن طريق تطبيق (تقني للخريجين) للأجهزة الذكية.
- عدد وحدات التنسيق الوظيفي بالمنشآت التدريبية ١٥١ وحدة تنسيق وظيفي بالإضافة إلى ١٣ مكتب تنسيق وظيفي بإدارات المناطق.
- عدد الفرص الوظيفية للعام ٢٠١٩ والنصف الأول من عام ٢٠٢٠ بلغ أكثر من ٣٩٠٠٠ وظيفة.[1]

## التعاون الدولي

### التعاون الإقليمي والعربي
استجابة لسياسة حكومة خادم الحرمين الشريفين الرامية إلى تعزيز التكامل بين دول مجلس التعاون لدول الخليج العربية وتطوير علاقة المملكة بالدول العربية والإسلامية والدول الصديقة بما يحقق المصالح المشتركة. حرصت المؤسسة العامة للتدريب التقني والمهني على المشاركة في العديد من الفعاليات والأنشطة في مجال التدريب الفني والتدريب المهني في دول المجلس من خلال مشاركتها واستضافتها لبعض الاجتماعات التي يعقدها المسؤولون والمختصون بقطاعات التدريب الفني والتدريب المهني وتبادل الزيارات والمعلومات والتجارب الناجحة. والمشاركة في اجتماعات مديري ورؤساء الجامعات ومؤسسات التعليم العالي بدول المجلس. بالإضافة إلى المشاركة في المؤتمرات والندوات والفعاليات الأخرى والتعاون مع مكتب التربية العربي لدول الخليج.
أما على المستوى العربي فتشارك المؤسسة في بعض الاجتماعات والندوات التي تقام في بعض الدول العربية، وتزويد عدد منها بالمناهج الدراسية وإتاحة الفرصة للعديد من أبناء دول المجلس والدول العربية للدراسة والتدريب في الكليات التقنية والمعاهد الفنية ومراكز التدريب المهني التابعة للمؤسسة. يأتي ذلك في إطار جهود المملكة وحرصها على توثيق العلاقة مع الأشقاء في دول المجلس والدول العربية الأخرى. كما تستعين المؤسسة ومنذ سنوات بأعداد من المدرسين والمدربين وأعضاء هيئة التدريس من الدول العربية للتدريس والتدريب. بالإضافة إلى التنسيق المستمر مع عدد من الهيئات والمنظمات الدولية كمنظمة العمل العربية، والمنظمة العربية للتنمية الإدارية، والمنظمة العربية للتربية والثقافة والعلوم.

### التعاون مع الدول الأجنبية
مع تسارع التطورات التقنية التي يشهدها العالم المعاصر وإدراك المملكة لضرورة مواكبة تلك التطورات، برزت أهمية التدريب الفني والتدريب المهني لما يوفره من إمكانيات تساهم في تنمية المجتمع وتطويره في عصر تفجر بالمعلومات والمعرفة وتعددت وسائل الاتصال الحديثة. لذا كان لابد من الاستفادة من اتفاقيات التعاون الدولي مع عدد من الدول المتقدمة واستغلال ما يمكن أن تقدمه المنظمات الدولية في نقل التقنية وتوطينها.وبالتالي تم إبرام اتفاقيات تعاون مع عدد من الدول المتقدمة صناعيا مثل الولايات المتحدة وألمانيا واليابان وكندا وأستراليا وماليزيا، وقد قامت الدولة بدعم هذه الاتفاقيات لتحقق الهدف المرسوم لها. كما تم توسيع نطاق التعاون ليشمل دولا أخرى مثل كندا وأستراليا وبريطانيا وماليزيا. ويتم بموجب هذا التعاون الاستفادة من تجارب تلك الدول في تطوير البرامج والمناهج والتجهيزات التعليمية وأساليب التدريب، بالإضافة إلى تدريب الكوادر البشرية. وتحرص المؤسسة أيضا على التعاون مع الهيئات والمنظمات الدولية المتخصصة في مجال التعليم والتدريب كمنظمة اليونسكو ومنظمة العمل الدولية.

## تطوير
في ديسمبر 2021م حقق التدريب التقني والمهني في المملكة العربية السعودية، مرتبة عالمية متقدمة بحسب نتائج مؤشر المعرفة العالمي الصادر عن برنامج الأمم المتحدة الإنمائي ومؤسسة محمد بن راشد آل مكتوم للمعرفة، حيث احتل المركز الـ (9) عالمياً للعام الحالي، بعد أن كان يحتل المركز الـ12 في عام 2020، والمركز الـ86 في عام 2019، والمركز الـ117 في عام 2018 .
ويسعى مؤشر المعرفة العالمي إلى توفير مدخل للدول للنهوض بإستراتيجيات التفكير المتقدم في تعزيز اقتصادات المعرفة القوية، حيث يقيس المعرفة على مستوى العالم، كمفهوم شامل ويرتبط ارتباطاً وثيقاً بالتنمية المستدامة وبمختلف أبعاد الحياة الإنسانية المعاصرة.